# Zorzines endoi
Zorzines endoi là một loài bướm đêm trong họ Noctuidae.